# Edmond Verstraeten
Edmond Paul Marie Verstraeten (Waasmunster, 16 februari 1870 – aldaar, 16 september 1956) was een Belgisch kunstschilder en etser. Hij was een luministisch impressionist en schilderde vooral landschappen maar ook stillevens en portretten. Hij maakte deel uit van de derde generatie van de School van Tervuren en Genkse School. Verder schreef hij eveneens gedichten. 
Edmond Verstraeten is tevens de overgrootvader van historicus en Groen-politicus Björn Rzoska.

## Levensloop
Verstraeten was de zoon van een kandidaat-notaris en beëindigde in 1889 zijn middelbare studies (Latijns-Griekse humaniora) te Sint-Niklaas. Het was Franz Courtens die hem hierna aanmoedigde om de schilderkunst te gaan uitoefenen en hij ging in de leer bij Joseph Coosemans, een van de leidende schilders van de School van Tervuren en de Genkse School. In 1891 wordt Edmond Verstraeten toegelaten aan het Nationaal Hoger Instituut voor Schone Kunsten in Antwerpen als enige nieuwe leerling in de Landschapsklas bij Joseph Coosemans, die zijn leerlingen motiveerde om "en plein-air" te werken en gaat regelmatig met hen schilderen in de bossen van Tervuren en op de heide in Genk.
Reeds in 1890 exposeerde Verstraeten op een groepstentoonstelling in Luik terwijl zijn eerste eigen tentoonstelling in 1894 plaatsvond in Antwerpen waar hij het werk exposeerde dat hij voordien in Tervuren en Genk had vervaardigd. Het jaar nadien exposeerde hij in het Franse Bordeaux waar hij een onderscheiding won. Belangrijke tentoonstellingen van zijn werk vonden plaats te Luik op de Wereldtentoonstelling van 1905, te Parijs op de tentoonstelling van de Franse Société nationale des beaux-arts in 1908, te Brussel op de tentoonstelling van de Cercle Artistique et Littéraire in 1909 en in de Argentijnse hoofdstad Buenos Aires in 1910.
Verstraeten reisde ook veel. Hij bezocht musea in Duitsland en Italië en reisde in 1908 naar Rusland. Hij exposeerde eveneens in Duitsland en in Nederland en in 1925 mocht hij in Brussel het bezoek ontvangen van koningin Elisabeth.

## Sombeke
Verstraeten trouwde in 1896 met Augusta Reynaert met wie hij tien kinderen kreeg. Samen woonden ze eerst in Tielrode en na 1900 in het dorp Sombeke, ten oosten van het centrum van Waasmunster, waar hij het landhuis De Dommel op een heuvel had laten optrekken. Hij was er onlosmakelijk mee verbonden en stierf er op 86-jarige leeftijd. In het dorp werd een dreef in de buurt van zijn landhuis naar hem vernoemd. Op het dorpsplein kreeg hij een standbeeld en een wandelpad in en rond het dorp kreeg zijn naam.

## Werk
Als filosofisch ingestelde non-conformist schilderde Verstraeten in de richting van het pointillisme, het impressionisme en het luminisme. Als autodidact had hij zijn eigen stijl ontwikkeld die door de kunstcritici werd geklasseerd als luministisch impressionisme. Hij had ook een korte pointillistische periode.
Naast portretten schilderde Verstraeten het liefst landschappen, eerst in Tervuren en Genk (hij wordt gerekend tot de derde generatie van de School van Tervuren), maar nadien vooral in het Waasland. Hij was een meester in het schilderen van het licht en de sneeuw. In zijn werk is de invloed te herkennen van Emile Claus met wie hij veelvuldig contact had en hij was eveneens lid van de door Claus opgerichte kunstkring Vie et Lumière. Zelf oefende Verstraeten een grote invloed uit op de Lierse kunstschilder Raymond de la Haye die een vriend van hem werd.
Verstraeten schreef eveneens gedichten die in De Vlaamse Gids werden gepubliceerd.

## Musea en openbare plaatsen
Werk van Verstraeten is onder meer opgenomen in de collectie van 
- de Koninklijke Musea voor Schone Kunsten van België te Brussel, Het opkomen van Sirius
- het Koninklijk Museum voor Schone Kunsten te Antwerpen, Sombeke in de winter
- het Museum voor Schone Kunsten te Gent, Oogst in Vlaanderen
- het Emile Van Dorenmuseum te Genk
- Stedelijk verzameling, Sint-Niklaas (De nood der pauwen).[2]

Verder bevindt zich nog werk van hem in de gemeentehuizen van Waasmunster, Lokeren, Temse en Aalst.
Verstraeten was lid van de Koninklijke Wase Kunstkring